# سوريا (إله)
سوريا (بالسنسكريتية: सूर्य)‏ أي النور الأعلى، وذلك بحسب المعتقد الهندوسي وهو إله شمسي رئيسي وابن كاسيابا وزوج أو ابن أديتي، وعادة ما يشير للشمس في الهند ونيبال.